# Origin (电子游戏平台)
Origin是美国艺电在2011年7月3日推出的电子软件分发、数字版权管理及社交系统，除Windows版外，在2013年2月8日推出Mac版。EA允许用户在他支持的平台上购买并使用Origin客户端下载游戏。2012年12月，Origin已经有930万用户。

## 构成

### Origin商店
Origin允许用户在Origin商店购买Origin发行的游戏或扩展包。主要售卖PC游戏序列号，但也售卖PC，PS3和XBox的盒装游戏。 
Origin保证用户购买后可以无限时间的玩此游戏，无限次数的下载此游戏。

#### 改版
Origin商店在2013年8月改版，并希望用户对于新版“允许小错误”。此外，这次改版有了区域限制。

### Origin客户端
Origin客户端是一个可以自动更新的软件，用户可以使用它来下载游戏，补丁以及DLC。Origin客户端的页面设计与竞争对手Steam相似。客户端有好友和聊天功能。虽然EA一直在修补客户端的漏洞，但是客户端的问题仍然很多（尤其在中国大陆地区）。

### Origin手机版
EA准备推出可运行于移动设备上的Origin，并且其可以同步成就。

### EA Play
EA于2016年发布了一项面向PC平台的订阅服务，用户可以选择每月或每年支付订阅费用以游玩大量的EA游戏（被称为“The Vault”）。与此同时，Origin Access的订阅用户在Origin商店中的所有购买均可享受10%的折扣。从2018年三月开始，Origin Access开始提供华纳兄弟互动娱乐提供的游戏，并将其他发行商的游戏加入到Origin Access中，目前也有许多独立或第三方游戏加入了Origin Access中。
2020年8月18日起，EA Access和Origin Access整合为EA Play。其中的订阅服务EA Access和Origin Access Basic变更为EA Play，Origin Access Premier变更为EA Play Pro。8月31日，EA Play登陆Steam平台。

## 历史
2005年下半年“EA Downloader”（类似于现在的Origin Store）开始投入使用。在2006年11月又更名为“EA link”，当时《战地2142》在中国大陆发行却没有《极地风暴》资料片，EA Link给需要此资料片的人造了福。2007年9月，又一次分割并改名为“EA Store”和“EA Download Manager”。经过一番变革，2011年7月3日Origin从这两个平台中诞生了。
2016年8月，Origin取消简体中文支持，原因未知。
2018年10月，Origin开始支持支付宝付款结算，目前只有在购买游戏时才能使用支付宝进行支付，订阅Origin Access（现为EA Play）目前尚不可用。
2019年1月起，中国大陆IP地址访问Origin由默认欧元结算改为港元结算，实际价格比之前欧元结算有所下降。
2019年6月初，Origin增加了对银联的支持，目前购买游戏与订阅Origin Access（现为EA Play）均可使用银联。
2019年9月初，Origin增加了对微信支付的支持，但目前只有在购买游戏时才能使用微信支付，订阅Origin Access（现为EA Play）则不可使用。
2022年年底，EA app將在Windows系統上全面取代Origin，但Mac版本將會繼續運營。
2024年3月，EA app Beta版於MacOS Catalina及更新版本發行，Mojave與其舊版本將持續運營Origin應用程式。 
2025年4月17日，EA終止Origin服務，自此EA app完全取代Origin。 

## 不足

### 区域限制
很多游戏（如《战地3》）都有区域限制（目前仅限制语言），如果不使用代理无法在Origin商城显示到某些游戏对某种语言的支持。

### 客户端无法记住用户名
很多用户更新到较新版本后纷纷反应勾选记住我后账号和密码依然无法被记住，并纷纷调侃Origin“健忘”。
在一次Origin更新后，这个问题已被解决。

### 经常出Bug
Origin常常出现无法同步云数据或无法添加游戏的错误。
許多用戶在WINDOWS10 有Origin主程式無法安裝的問題依舊沒有解決。

## 免費

### 本店招待（On the House）
Origin裡有個本店招待頁面，可以免費領取完整版遊戲、資料片完全不用花一毛錢，領取的遊戲將會永久存在於遊戲庫內，每隔一段時間就會換另一款遊戲，但遊戲都比較舊。
EA在2018年7月27日的更新中移除了此功能，并于次日确认了此事。